# ويليام إل. هارت
ويليام إل. هارت (بالإنجليزية: William L. Hart)‏ هو محامي وقاضي أمريكي، ولد في 5 فبراير 1867 في مقاطعة كولومبيانا في الولايات المتحدة، وتوفي في 29 أبريل 1962 في ألايانس في الولايات المتحدة.